# Lijst van nummer 1-hits in Finland in 2010
Deze hits stonden in 2010 op nummer 1 in  de Suomen virallinen lista, de bekendste hitlijst in Finland.
| Week | Artiest                 | Titel                            |
| ---- | ----------------------- | -------------------------------- |
| 1    | Lady Gaga               | Bad Romance                      |
| 2    | Lady Gaga               | Bad Romance                      |
| 3    | Lady Gaga               | Bad Romance                      |
| 4    | Lady Gaga               | Bad Romance                      |
| 5    | Fintelligens            | Mikä boogie                      |
| 6    | Jenni Vartiainen        | En haluu kuolla tänä yönä        |
| 7    | Lady Gaga               | Bad Romance                      |
| 8    | Fintelligens            | Mikä boogie                      |
| 9    | Jippu & Samuli Edelmann | Jos sä tahdot niin               |
| 10   | Edward Maya             | Stereo Love                      |
| 11   | Edward Maya             | Stereo Love                      |
| 12   | The Giant Leap          | Best Time of Your Life           |
| 13   | Viikate                 | Linna Espanjassa                 |
| 14   | Before the Dawn         | Decade of Darkness               |
| 15   | Raptori                 | Oi beibi 16                      |
| 16   | Raptori                 | Oi beibi 16                      |
| 17   | Edward Maya             | Stereo Love                      |
| 18   | Edward Maya             | Stereo Love                      |
| 19   | Edward Maya             | Stereo Love                      |
| 20   | Edward Maya             | Stereo Love                      |
| 21   | Edward Maya             | Stereo Love                      |
| 22   | Lena                    | Satellite                        |
| 23   | Lena                    | Satellite                        |
| 24   | Shakira                 | Waka Waka (This Time for Africa) |
| 25   | Lady Gaga               | Alejandro                        |
| 26   | Lady Gaga               | Alejandro                        |
| 27   | Kymppilinja             | Minä                             |
| 28   | Lady Gaga               | Alejandro                        |
| 29   | Shakira                 | Waka Waka (This Time for Africa) |
| 30   | Lady Gaga               | Alejandro                        |
| 31   | Shakira                 | Waka Waka (This Time for Africa) |
| 32   | Yolanda Be Cool en DCUP | We No Speak Americano            |
| 33   | Cheek                   | Jippikayjei                      |
| 34   | Eminem ft. Rihanna      | Love the Way You Lie             |
| 35   | Eminem ft. Rihanna      | Love the Way You Lie             |
| 36   | Mokoma                  | Juurta jaksain                   |
| 37   | Eminem ft. Rihanna      | Love the Way You Lie             |
| 38   | Jenni Vartiainen        | Missä muruseni on                |
| 39   | Kaija Koo               | Vapaa                            |
| 40   | Jenni Vartiainen        | Missä muruseni on                |
| 41   | Jenni Vartiainen        | Missä muruseni on                |
| 42   | Jenni Vartiainen        | Missä muruseni on                |
| 43   | Jenni Vartiainen        | Missä muruseni on                |
| 44   | Jenni Vartiainen        | Missä muruseni on                |
| 45   | Jenni Vartiainen        | Missä muruseni on                |
| 46   | Jenni Vartiainen        | Missä muruseni on                |
| 47   | Hevisaurus              | Hirmuliskojen yö                 |
| 48   | Hevisaurus              | Hirmuliskojen yö                 |
| 49   | Hevisaurus              | Hirmuliskojen yö                 |
| 50   | Duck Sauce              | Barbra Streisand                 |
| 51   | Hevisaurus              | Hirmuliskojen yö                 |
| 52   | Jenni Vartiainen        | Missä muruseni on                |